# Over the Garden Wall - Avventura nella foresta dei misteri
Over the Garden Wall - Avventura nella foresta dei misteri è una miniserie televisiva animata statunitense creata da Patrick McHale e realizzata da Cartoon Network Studios.
È stato trasmesso su Cartoon Network per la prima volta negli Stati Uniti il 3 novembre 2014, mentre in Italia è andato in onda sull'omonimo canale dal 1º al 5 aprile 2015, preceduto da un'anteprima dei primi due episodi sul servizio Sky On Demand il 30 marzo 2015; in chiaro, è stata trasmessa dal 27 ottobre 2015 su Boing.
La serie ha vinto l'Emmy Award come miglior serie animata del 2015.

## Trama
Over the Garden Wall narra la storia di due fratellastri, Wirt e Greg, che si ritrovano sperduti alla deriva del tempo in una strana foresta chiamata Ignoto. Sperando di ritrovare la strada di casa, Wirt e Greg sono costretti a vagare in questo strano luogo, aiutati da un vecchio saggio taglialegna e da Beatrice, un uccellino azzurro dal carattere impossibile.
Wirt, il fratello maggiore ama starsene per conto suo. Rapido nel mettere in discussione le proprie decisioni, per lui i problemi sono molto spesso insormontabili perché ha paura di prendere una decisione sbagliata. Le sue passioni nascoste sono la poesia e il clarinetto, ma evita di svelarle per paura di essere preso in giro. D'altra parte, Greg, il fratello più giovane, è allegro e spensierato al punto da rivelarsi spesso incosciente di fronte al pericolo. Beatrice svelerà che un tempo era umana, ma lei e la sua famiglia furono trasformati in uccellini quando colpì un uccellino azzurro con un sasso. I tre cercheranno di raggiungere Adelaide, una donna che potrebbe spezzare l'incantesimo e indicare la via giusta per tornare a casa. L'antagonista principale della serie è La Bestia, una creatura antica che guida le anime perdute fuori strada fino a che non si arrendono e si trasformano in alberi di Edelwood.

## Episodi
| n°         | Titolo originale              | Prima TV USA     | Titolo italiano                    | Prima TV Italia |
| ---------- | ----------------------------- | ---------------- | ---------------------------------- | --------------- |
| 0 (pilota) | Tome of the Unknown           | 9 settembre 2013 |                                    | inedito         |
| 1          | The Old Grist Mill            | 3 novembre 2014  | Il vecchio mulino                  | 1 aprile 2015   |
| 2          | Hard Times at the Huskin' Bee | 3 novembre 2014  | Brutti momenti al granaio          | 1 aprile 2015   |
| 3          | Schooltown Follies            | 4 novembre 2014  | Follie a scuola                    | 2 aprile 2015   |
| 4          | Songs of the Dark Lantern     | 4 novembre 2014  | I canti dell'oscura lanterna       | 2 aprile 2015   |
| 5          | Mad Love                      | 5 novembre 2014  | Amore folle                        | 3 aprile 2015   |
| 6          | Lullaby in Frogland           | 5 novembre 2014  | Ninna nanna nella terra delle rane | 3 aprile 2015   |
| 7          | The Ringing of the Bell       | 6 novembre 2014  | Il suono del campanello            | 4 aprile 2015   |
| 8          | Babes in the Woods            | 6 novembre 2014  | Bambini nella foresta              | 4 aprile 2015   |
| 9          | Into the Unknown              | 7 novembre 2014  | Verso l'Ignoto                     | 5 aprile 2015   |
| 10         | The Unknown                   | 7 novembre 2014  | L'Ignoto                           | 5 aprile 2015   |

### Tome of the Unknown
Tome of the Unknown: Harvest Melody è un corto animato di nove minuti, pubblicato il 9 settembre 2013, episodio pilota dell'intera serie di Over the Garden Wall. Scritto e diretto anch'esso da Patrick McHale, venne proiettato al Santa Barbara International Film Festival nel 2014, dove vinse il premio come miglior cortometraggio animato. Il 18 maggio 2015 viene caricato su YouTube nel canale ufficiale di Cartoon Network. In Italia è inedito. La canonicità del corto all'interno della serie principale non è chiara.

#### Trama
Wirt, Greg e Beatrice, affaticati dal cammino, trovano una "automobile di verdure" appartenente a John Crops, un uomo-vegetale, che accoglie i tre con una malinconica canzone: lo strano figuro acconsente a lasciare la sua auto a Wirt a patto di essere accompagnato con questa nella Grande Città. A causa di uno stormo di corvi, l'auto finisce in un campo di grano e si distrugge: mentre perciò Wirt e Beatrice provvedono a ripararla, Greg e John Crops si avventurano all'interno del campo, seguendo una lontana melodia. Questi ultimi arrivano così alla Grande Città, popolata interamente da uomini e donne vegetali, nella quale si sta svolgendo una festa. Poiché un musicista non è più in grado di suonare, Greg consiglia a John di sostituirlo: questo tentenna, ma una donna-verdura cattura la sua attenzione e decide di salire sul palco. Intanto, Wirt e Beatrice, riparata l'automobile, raggiungono i due, portando però con sé uno stormo di corvi e altri animali giganti che attaccano i vegetali. Nella confusione, Wirt, Greg e Beatrice fuggono con l'auto, mentre John Crops rimane felice a cantare insieme alla sua donna; un urlo improvviso di Greg, stupito dalla presenza di un'anatra gigante, fa fuggire tutti gli animali dalla Grande Città per sempre. Mentre John Crops, trovata finalmente la felicità, torna a casa insieme alla sua donna, Wirt, Greg e Beatrice, a bordo dell'anatra gigante, proseguono il loro viaggio nell'Ignoto.

### Il vecchio mulino
Allo strano canto di una rana, l'introduzione mostra alcune brevissime sequenze senza un apparente significato. Dopodiché, due fratelli, Wirt e Greg, vestiti in maniera fiabesca, si ritrovano senza sapere come all'interno di una foresta: il maggiore, Wirt, si accorge immediatamente di essersi perso, mentre il minore, Greg, non sembra per niente preoccupato; è anzi impegnato a trovare un nome per la sua rana, lo stesso della sigla, che ha in braccio. I due trovano nell'ombra del bosco una luce: è un taglialegna, che, avendoli visti, li porta a casa sua. Lì racconta che il suo compito è di abbattere alberi per tenere accesa la sua fedele lanterna e non ha altro da fare nella sua vita. Dopo averli messi in guardia dai fini di una certa Bestia, li lascia in casa mentre lui torna a lavorare. Greg si mette però nei guai, facendosi inseguire da un gigantesco mostro nero. Per errore, colpisce il taglialegna, tornato intanto in casa, e lo tramortisce. Con suo fratello scappano allora nel mulino del taglialegna; qui riescono a liberarsi del mostro, che sputa una tartaruga nera e si rivela essere nient'altro che un cane. Il mulino del taglialegna è intanto però distrutto: l'uomo consiglia loro di incamminarsi verso un villaggio e li avvisa ancora una volta di temere la Bestia e di fuggire dall'Ignoto, la foresta in cui sono finiti.

### Brutti momenti al granaio
In cammino da varie ore, Greg sente una voce da un cespuglio: è un uccellino blu parlante, di nome Beatrice, che si è incastrato tra i rovi. Greg la libera e lei per sdebitarsi, nonostante non sopporti i due, accompagna i fratelli nel cammino. I tre giungono finalmente al villaggio, Pottsfield, che a un primo momento si rivela però disabitato. Dopo una ricerca più approfondita, Greg trova un granaio, all'interno del quale sono in corso degli strani festeggiamenti: uomini vestiti da zucche ballano e cantano. L'atmosfera è molto inquietante, perciò Beatrice consiglia ai due di andarsene. Vengono però scoperti e un'enorme zucca di nome Enoch li condanna a lavorare per qualche ora nei loro campi per punizione. Scavando delle fosse, che pensavano fossero necessarie a piantare i semi, Greg trova uno scheletro. Capendo immediatamente le cattive intenzioni degli abitanti, Beatrice cerca un modo di liberare i fratelli, rompendo le catene mentre Enoch e gli altri sono distratti da Wirt. Nel frattempo però, lo scheletro trovato da Greg esce dalla fossa e si mette in piedi; gli abitanti, incredibilmente, non appaiono per nulla straniti da ciò, anzi: danno allo scheletro un vestito da zucca come i loro: Wirt capisce così, prima di scappare, che tutti gli abitanti di quella città sono scheletri. I tre si rimettono in cammino: Beatrice li guida da Adelaide, la brava signora della foresta, che li aiuterà a ritrovare la strada di casa. Nell'ultimo dialogo, Wirt intende che anche Beatrice deve ritrovare la strada, ma l'uccellino non approfondisce il tema.

### Follie a scuola
Wirt, Greg e Beatrice arrivano a una scuola, dove una maestra pare più preoccupata dell'abbandono del suo fidanzato che dell'insegnare agli animali, studenti della scuola. Wirt, arrabbiato con Beatrice per averlo definito un "pappamolle che dipende esclusivamente dagli altri" si intestardisce e decide di seguire la lezione, mentre Greg si trova di fuori a giocare con altri animali. Da un cespuglio spunta però un gorilla che insegue Greg, fino a quando non si rifugia nella scuola. Qui è ora di pranzo: l'atmosfera però è molto cupa e Greg decide di rallegrarla cantando una canzone, Patate e melassa. Vengono interrotti però dal padre della maestra, arrabbiato per aver speso soldi per costruire la scuola inutilmente, dato che trova la classe a cantare e suonare: manda perciò tutti a dormire e prende gli strumenti musicali agli animali. Quella che sembrava una furia esagerata, viene presto spiegata: il padre ha sacrificato tutto per la scuola, tanto che non ha più una casa ed è costretto a dormire all'aria aperta. Per salvare la scuola, Greg decide di riprendere gli strumenti e fare un concerto di beneficenza, che ha un gran successo. Catturano anche il gorilla, che si rivela essere il fidanzato della maestra, il quale si è travestito da gorilla per poter comprare un anello di fidanzamento alla maestra lavorando in un circo, salvo poi essere rimasto incastrato nel costume. Lasciata la scuola, Wirt, Greg e Beatrice si rimettono in cammino per andare da Adelaide.

### I canti dell'oscura lanterna
I tre, fuggendo dalla bestia, arrivano a una taverna. Wirt e Greg entrano per chiedere indicazioni, mentre Beatrice è costretta ad aspettare fuori nella stalla, con un cavallo parlante, Fred. I due fratelli capiscono immediatamente che nella taverna nessuno sembra intenzionato a dare indicazioni, anzi: non fanno altro che cantare e mangiare. Wirt viene frainteso e creduto essere un pellegrino: quando racconta della Bestia però, a tutti prende una grande paura: la Bestia è creduta essere colui che porta l'oscura lanterna, ovvero il taglialegna, che cattura i bambini per trasformarli in alberi, da cui poi estrae l'olio per alimentare la lampada. Wirt è incredulo, ma il tutto viene interrotto da un urlo di Beatrice, che, stanca di aspettare, si era inoltrata nella foresta. Wirt e Greg la raggiungono a cavallo di Fred e la trovano con il taglialegna, svenuta. Non fidandosi più dell'uomo, Wirt prende Beatrice, dà fuoco all'albero che il taglialegna stava abbattendo, che si rivela essere mostruoso ed enorme, e fuggono. Nell'ombra, intanto, il taglialegna si trova a dialogo con la Bestia: si scopre che è riuscito a rubare la lanterna al mostro e che non vuole più avere a che fare con un non meglio specificato "piano". Viene spiegato poi perché il taglialegna sia così interessato a tenere in vita la luce della lanterna: al suo interno c'è l'anima di sua figlia morta.

### Amore folle
Per guadagnare i soldi necessari per viaggiare in battello e raggiungere così Adelaide, Wirt e Greg si fingono nipoti di un ricchissimo anziano uomo d'affari che li invita a pranzo insieme a Beatrice e Fred. Mentre Greg e Fred tengono impegnato il vecchio, cercando un presunto fantasma che lo perseguita da tempo nella sua villa, Wirt e Beatrice cercano dei soldi. Si ritrovano però bloccati in un armadio; mentre cercano di uscire, Beatrice rivela a Wirt di essere stata, un tempo, un essere umano, ed essere stata trasformata insieme a tutta la sua famiglia per aver lanciato un sasso contro, appunto, un uccellino. Di contro, Wirt le rivela di essere innamorato di una ragazza della sua città, Sara, e di saper suonare il clarinetto e scrivere poesie, cose di cui si vergogna molto. Intanto il vecchio, Greg e Fred scoprono che il "fantasma" non è mai esistito: era una donna, la cui villa era così grande da essere collegata in parte con quella dell'uomo. I due, innamoratisi, salutano Wirt, Greg e Beatrice che si incamminano, regalando loro due monete, sufficienti a pagare il battello; Fred decide invece di rimanere lì come cavallo da trasporto. Appena lasciata la villa, però, Greg getta in acqua le monete, arrabbiato con lo "zio" perché quest'ultimo lo credeva un bambino di buon senso.

### Ninna nanna nella terra delle rane
Pur non avendo soldi per il biglietto, Wirt, Greg e Beatrice decidono di salire sul battello. Durante il viaggio su di esso, pieno di rane dai tratti umani, Beatrice pare sempre più preoccupata riguardo ad Adelaide, pur non rivelandolo ai fratelli; Greg è invece preoccupato per la sua rana, che ha sempre avuto con sé dall'inizio e a cui non ha ancora dato un nome, perché è senza vestiti, a differenza delle altre. Intanto vengono però scoperti da dei ranocchi-poliziotto, cercano di nascondersi travestendosi ma vengono però così scambiati per parte dell'orchestra del battello, e sono costretti a salire sul palco. Poiché uno dei ranocchi dell'orchestra, suonatore del fagotto, cade, Wirt, per non farsi scoprire, decide di suonare il suo posto. Durante la canzone è proprio la rana di Greg a cantare, con grande stupore di tutti. Durante il canto Wirt e Greg vengono ugualmente scoperti, ma le rane sembrano comunque contente della canzone, e così i tre arrivano senza problemi a riva. Intanto è calata la notte e le rane vanno ad addormentarsi nel fango; Beatrice, ancora molto preoccupata, convince Wirt ad aspettare l'alba per incamminarsi verso la casa di Adelaide. Appena Wirt si addormenta, Beatrice scappa: i due fratelli si svegliano e la inseguono, abbandonando però la sua rana, che grazie al canto ha trovato grande popolarità tra i suoi coetanei. Beatrice arriva da Adelaide, subito raggiunta da Wirt e Greg. Si scopre così che l'uccellino aveva ingannato i due per tutto il tempo: Adelaide, serva della Bestia, non li aiuterà, ma lì terrà schiavi; in cambio Beatrice avrebbe avuto delle forbici magiche in grado di farla tornare umana. Pentitasi, Beatrice libera Wirt e Greg e uccide Adelaide con il vento; Wirt e Greg sono però scappati e non hanno intenzione di tornare indietro, portando con loro anche le forbici. Ritrovano inoltre la rana sulla strada, prima di incamminarsi di nuovo, senza Beatrice, sempre più perduti.

### Il suono del campanello
Wirt e Greg, abbandonata Beatrice, non hanno idea della strada da prendere. Reincontrano il taglialegna, che li mette nuovamente in guardia dalla Bestia: Wirt però ancora non si fida e fugge con Greg. Trovata una vecchia casa all'apparenza abbandonata, entrano per ripararsi dal temporale scatenatosi. Qui incontrano una ragazza, Lorna, che li nasconde immediatamente, perché sua zia non vuole che ci siano altre persone in casa, pena l'essere mangiati vivi. Proprio sua zia, un'anziana all'apparenza mostruosa, entra in casa: è in grado di costringere sua nipote ad ubbidire a qualsiasi ordine facendo suonare un campanello. Poiché non scopre i fratelli, sale le scale e si addormenta. Lorna e Wirt decidono di fuggire da quella casa, ma Greg sveglia la zia: Wirt, Lorna e Greg si chiudono dentro uno sgabuzzino per sfuggirle. Ma la verità è che non è la zia a mangiare le persone, ma Lorna stessa: quando non ubbidisce agli ordini che sua zia le impartisce con il campanello, un demone prende il possesso del suo corpo. Wirt e Greg fuggono e, tramite il campanello che la sua rana aveva mangiato, obbligano il demone a uscire dal corpo di Lorna e non tornare più. La zia raggiunge i tre: rivela che non voleva adottare questa soluzione per paura che sua nipote la abbandonasse; Lorna decide comunque di rimanere con la zia. Wirt e Greg, senza ancora nessun'idea di come tornare a casa, si incamminano senza meta.

### Bambini nella foresta
Mentre il paesaggio, da autunnale colorato che era, si fa sempre più invernale e spoglio, Wirt, arrabbiato con Greg per non preoccuparsi per niente della situazione in cui si trovano, decide di lasciargli il comando. I due e la rana si addormentano, al freddo, sotto un albero: Greg, per trovare la strada di casa, chiama gli Oneiroi, dei del sonno, che lo accolgono nella loro festosa Città delle Nuvole in sogno. Mentre cantano allegramente però Greg libera per errore il Vento del Nord che inizia a distruggere la città (così come, nella realtà, il vento che sta soffiando su di loro li fa tremare di freddo). Greg riesce a sconfiggere il Vento del Nord, intrappolandolo in una bottiglia: la città è in festa e incontro a lui viene la Regina delle Nuvole che dice di poter realizzare un suo desiderio. Greg vorrebbe tornare a casa, e la Regina acconsente, ma non può più salvare Wirt: avvolto dalle foglie, è oramai in mano della Bestia. Greg, pentitosi di aver fatto lo sciocco, cambia idea: il desiderio che sussurra fa preoccupare molto la Regina, che però mantiene la parola e lo esaudisce. Svegliatosi, Greg si scusa con Wirt, lo libera dalle mani della Bestia e lo abbandona, senza portare nemmeno la sua rana: Wirt, liberato, si sveglia e capisce che Greg si è appena consegnato alla Bestia per salvarlo, e si mette a cercarlo disperatamente. Cadendo in una pozza d'acqua gelida, sviene, e viene salvato da Beatrice.

### Verso l'Ignoto
Wirt è a casa, sul suo letto: egli non è più vestito come lo è stato per tutto il viaggio, ma in maniera totalmente normale. In poco tempo, si capisce che Wirt e Greg sono due ragazzi dei giorni nostri, e che indossavano quei vestiti come costumi da Halloween: l'episodio è infatti un flashback. Wirt era innamorato di una ragazza di nome Sara e si era fatto coraggio per consegnarli una cassetta con le sue canzoni e le sue poesie. La vede però con Jason Funderberker, un ragazzo elegante e per bene, e capisce di non poter competere. Raggiunti i due a una festa, scopre che andranno con alcuni amici ad un cimitero per passare la notte; la cassetta è finita per sbaglio nella tasca del giubbotto di Sara: accompagnato da Greg, Wirt decide quindi di seguirli. I due vengono scoperti, ma prima che Wirt decida cosa fare, però, vengono fermati da un agente di polizia, che, scherzando, li dichiara in arresto. Scappando, Wirt e Greg si trovano davanti ad un muro: Wirt, vedendo Sara con la sua cassetta insieme a Jason Funderberker, perde tutte le speranze e salta al di là del muro del cimitero. Qui Greg trova per la prima volta la sua rana, un momento prima che un treno nero passi sulle rotaie dove si trovano i due fratelli. La scena è molto confusa: si vedono solo Wirt, Greg e il ranocchio precipitare in un lago, svenuti. Il flashback è finito: Wirt si risveglia in un albero, insieme alla famiglia di Beatrice, che l'ha abbandonato lì con il ranocchio ed è andata a cercare Greg. Wirt si pente di aver abbandonato suo fratello e anche lui va a cercarlo con la rana.

### L'Ignoto
Greg e la Bestia sono in una tempesta di neve: Greg sta seguendo gli ordini della Bestia (sempre nell'ombra, mai mostrata in volto), senza capire che la sua vita è oramai giunta al termine. Wirt incontra Beatrice, mette da parte il rancore e con la rana in braccio si inoltrano nella tempesta. Nel frattempo il taglialegna si incammina nella foresta, chiamato proprio dalla Bestia: questa mostra a lui Greg, svenuto, avvolto dai rami che stanno crescendo nel suo corpo. Il taglialegna capisce immediatamente che tutti gli alberi da lui abbattuti hanno quell'origine: è infuriato con la Bestia, ma allo stesso tempo è costretto ad eseguire i suoi ordini per mantenere viva la lanterna e quindi sua figlia. Wirt, Beatrice e il ranocchio raggiungono Greg, in fin di vita, mentre il taglialegna, cercando di aggredire la Bestia, si allontana. Wirt si scusa con suo fratello per averlo abbandonato, ma Greg non pare per niente arrabbiato, anzi, continua a sorridere. Wirt incoraggia Greg a liberarsi, dicendo di dover riportare la rana a casa: è riuscito anche a trovare un nome: Jason Funderburker. Greg si complimenta con Wirt: ha finalmente trovato un nome perfetto per una rana; dopo questo, chiude gli occhi ed espira. Wirt tenta di liberarlo, ma vengono raggiunti dalla Bestia, che ha appena atterrato il taglialegna. La Bestia propone a Wirt lo stesso patto del taglialegna: metterà l'anima di Greg nella lanterna. Proprio quando sta per cedere, Wirt capisce l'inganno: l'anima all'interno della lanterna è quella della Bestia stessa. Lascia quindi la lanterna al taglialegna, libera Greg, se lo carica in spalla e si mette in cammino verso la strada di casa. Il taglialegna capisce finalmente di essere stato preso in giro e trova il coraggio di spegnere la lanterna, nonostante le tentazioni della Bestia riguardo a sua figlia. Wirt saluta Beatrice, consegnandole le forbici magiche che aveva avuto con sé per tutto il tempo, e si risveglia con Greg e la rana nel lago in cui erano caduti. Raggiunti dall'ambulanza, vengono portati in ospedale. Wirt trova il coraggio di dichiararsi a Sara e il narratore annuncia la fine del racconto; nonostante sembri quindi tutto un sogno, Greg comincia ad agitare la sua rana: la sua pancia brilla, così come aveva fatto ne Il Suono del Campanello, lasciando intuire che l'avventura vissuta dai due possa essere vera. La serie si chiude come era iniziata, con la rana canta il prosieguo della canzone iniziale e brevi successioni di immagini, anche se leggermente modificate, che finalmente hanno acquisito un senso: sono i personaggi incontrati durante il racconto, prima e dopo l'intervento dei fratelli. Vengono mostrati anche il taglialegna, che alla fine riabbraccia sua figlia, e Beatrice con tutta la sua famiglia tornati umani. La rana chiude la canzone e la serie cantando "The loveliest lies of all", "Le più belle menzogne di sempre", lasciando ancora molti misteri riguardo all'Ignoto irrisolti.

## Personaggi

### Personaggi principali

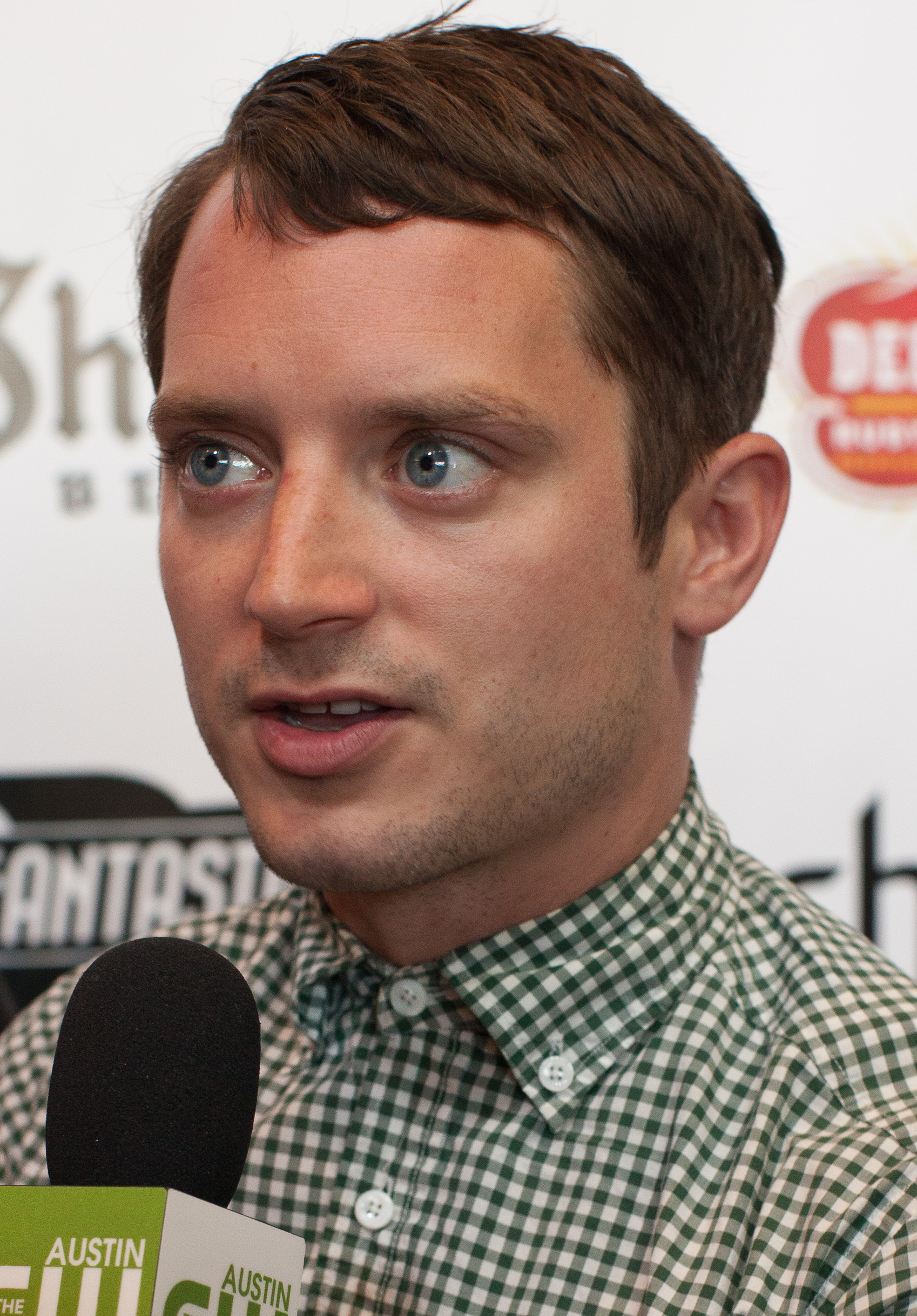
Elijah Wood, doppiatore di Wirt.

#### Wirt
Wirt, fratellastro maggiore di Greg, ha quasi 14 anni. È relativamente alto e sottile, e indossa un mantello con bottoni gialli e un cappello rosso a punta da gnomo, che in Verso l'Ignoto si rivelerà essere un semplice costume da Halloween.
È un ragazzo mai sicuro di sé stesso: Beatrice per prima lo rimprovererà di non voler mai prendere una decisione e di come questo lo porti a dipendere esclusivamente dagli altri. Da quel momento, Wirt comincerà lentamente a cambiare.
Detesta la non curanza di suo fratello minore Greg, che non si preoccupa minimamente della situazione in cui si trovano; oltre questo, rimprovera lui di essere la causa dell'essersi persi nell'Ignoto, dicendo che dovrebbe iniziare a crescere e pensare alle conseguenze delle sue azioni.
Wirt pare da sempre preoccupato del loro destino, a differenza di suo fratello, cercando sempre aiuto ma senza mai mettersi veramente in gioco. Arreso all'evidenza di non poter tornare a casa, lascia a suo fratello il comando per farlo ragionare sul proprio comportamento e sulle conseguenze delle sue azioni. Facendo ciò, però, si consegnerà nelle mani della Bestia, da cui verrà salvato proprio da suo fratello Greg, che sacrifica sé stesso.
Prima di finire nell'Ignoto, aveva deciso di dichiararsi a Sara, una ragazza dalla quale era da tempo innamorato, lasciandole di nascosto delle cassette con le sue canzoni e le sue poesie. Pentitosi dopo averla vista con Jason Funderberker con il quale pensa non possa reggere il confronto, la segue prima a una festa e poi a un cimitero per recuperare la cassetta prima che lei se ne accorga. Fallisce nella missione e finisce nell'Ignoto con suo fratello; ma dopo l'avventura, in ospedale, Sara mostra lui la cassetta e Wirt, dopo aver esitato un attimo, decide di ascoltarla con lei.
Oltre questo, della vita di Wirt fuori dall'Ignoto si sa poco: confessa a Beatrice di saper suonare il clarinetto e scrivere poesie, cose di cui si vergogna molto; si intuisce inoltre essere un tipo molto solitario: per questo motivo, nell'Ignoto, spesso è sul punto di prendere la decisione di non tornare a casa. Inoltre, si sa anche che Greg non è completamente suo fratello, ma un suo fratellastro, nato dal rapporto tra la mamma di Wirt, divorziata, e un altro uomo, patrigno del ragazzo, che non sopporta.

#### Greg
Allegro e spensierato al punto da rivelarsi spesso incosciente di fronte al pericolo, Gregory, fratellastro minore di Wirt, è pieno di vita e vede solo il lato buono e divertente di ciò che lo circonda, per questo non capisce che le azioni possono avere conseguenze reali. Proprio per la sua innocenza, Greg sembra non avere mai paura di nulla. È molto piccolo e paffuto, e ha un bollitore sulla testa; nel penultimo episodio dice di essere travestito da elefante, e che il beccuccio del bollitore sarebbe la proboscide. Porta sempre con sé una rana, a cui cambia continuamente il nome (l'ultimo datogli dal bambino è Jason Funderburker, quasi identico a Jason Funderberker, rivale in amore di Wirt); nonostante Wirt non abbia alcun interesse a prendersene cura, Greg insiste che l'animale appartenga sia a lui che a suo fratello. Ha 6 anni e frequenta le elementari.

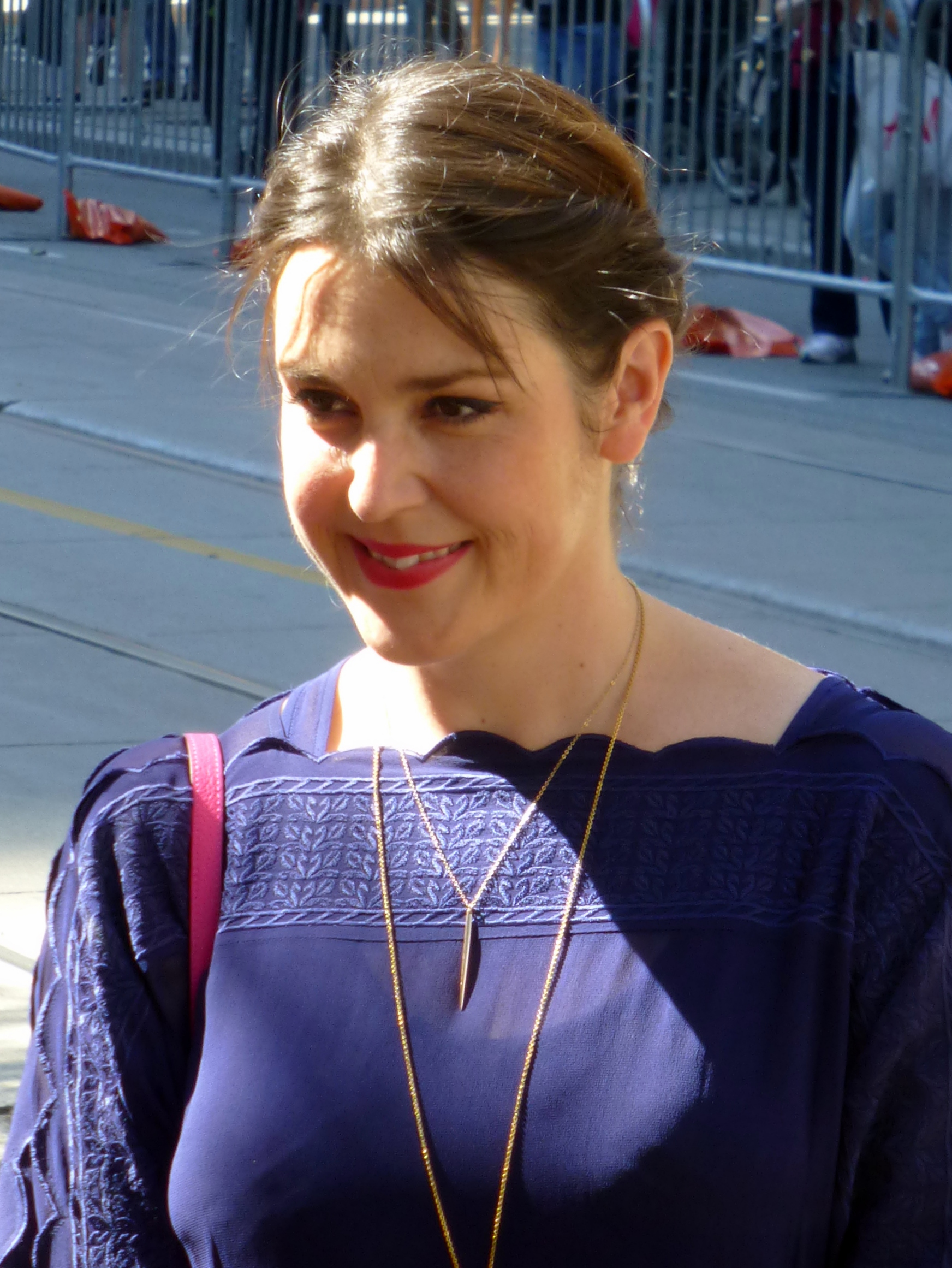
Melanie Lynskey, doppiatrice di Beatrice.

#### Beatrice
Beatrice è un uccellino azzurro parlante, che arriva in soccorso di Wirt e Greg conducendoli da Adelaide. A prima vista scontrosa e irritabile, è in fondo generosa. Questi un tempo era una giovane umana ma, dopo che ebbe lanciato un sasso contro un uccellino, venne punita venendo trasformata proprio in un uccello, insieme a tutta la sua famiglia. Piena di vergogna, si allontanò dalla sua famiglia, promettendosi di non tornare prima di aver trovato una soluzione. Strinse un patto con la strega Adelaide per ottenere delle forbici magiche in grado di farla tornare umana; in cambio, Adelaide le chiese di trovare due giovani servizievoli per aiutarla in casa. Beatrice approfitta dunque di Wirt e Greg, ingannandoli e facendoli credere che Adelaide possa farli tornare a casa. Nel viaggio però l'uccellino lega davvero con i due fratelli, e quando scopre che Adelaide vuole in realtà schiavizzarli completamente, si pente e li libera. Abbandonata, cerca di tornare dai due per farsi perdonare, e salva Wirt dall'annegamento. Proprio insieme a Wirt si mette alla ricerca di Greg, per salvarlo dalle mani della Bestia. Quando i due fratelli vincono, Beatrice capisce che deve tornare dalla sua famiglia, sconfitta; Wirt però, grato dell'aiuto nel salvare Greg, la perdona e le lascia le forbici magiche, prima di salutarla. Beatrice può quindi salvare sé e la sua famiglia, che tornano umani e ricominciano a vivere allegramente.

### Altri personaggi
- Il taglialegna è una persona confusa, ai limiti della follia, si sposta nell'Ignoto in cerca degli spaventosi alberi di Edelwood. Tali alberi dovranno essere abbattuti per estrarre l'olio che tiene accesa la lanterna che si porta sempre dietro, poiché crede che contenga l'anima della sua amata figlia. Il taglialegna è schiacciato da questo compito, che considera il suo personale fardello da portarsi sulle spalle per tutta la vita, ma tiene troppo a sua figlia per lasciare che la lanterna si spenga, ed è disposto a tutto per mantenerla in vita. Nell'ultimo episodio scopre, grazie a Wirt, che nella lanterna non c'era l'anima di sua figlia, bensì quella della Bestia stessa; distrutto dalla menzogna, prende coraggio e decide di uccidere il mostro spegnendo la lanterna, e così facendo miracolosamente torna a riabbracciare davvero sua figlia.
- La Bestia è l'antagonista principale di Over the Garden Wall. Possiede enormi poteri: teletrasporto, intangibilità, onnipresenza, illusione, alterazione della realtà e del tempo e levitazione. Egli è il mostro dell'Ignoto, e il suo obiettivo è quello di catturare i fratelli, Wirt e Greg per poi trasformarli in alberi e estrarne l'olio che serve a mantenere accesa la lanterna con dentro la propria anima. Per riuscire a mantenere la lanterna accesa, la affidò al taglialegna, facendogli credere di salvare sua figlia: quando Wirt capisce l'inganno, il taglialegna si ribella e spegne la lanterna.
- La rana di Greg / Jason Funderburker è la rana trovata da Greg appena dopo il muro del giardino, poco prima di finire nell'Ignoto. Il bambino se ne affeziona immediatamente, la porta sempre con sé nel suo viaggio, ma non riesce mai a darle un nome appropriato. Sarà Wirt, che non ne era mai stato interessato, a trovare un nome, Jason Funderburker (quasi omonimo a Jason Funderberker), mentre Greg è in fin di vita. Svolge inoltre il ruolo di narratore della serie, introducendo il primo episodio e chiudendo l'ultimo, con la canzone "Into the Unknown". All'interno della serie lo si vede cantare "Over The Garden Wall" nell'episodio Ninna Nanna nella Terra delle Rane.
- Sara è la ragazza di cui Wirt è innamorato. Fa la mascotte di una squadra di football e sembra molto popolare nel suo gruppo. Nonostante Wirt sembri sempre molto preoccupato di non piacerle, Sara prova sicuramente qualcosa per lui. Oltre che Wirt, è attratto da lei anche Jason Funderberker, ma Sara non sembra minimamente interessata a quest'ultimo.
- Jason Funderberker è un ragazzo dell'età di Wirt, elegante e pulito, dai capelli grigi. Come Wirt, è anche lui innamorato di Sara, tanto da passare la serata di Halloween con lei al cimitero. Alla fine della serie però si capisce che abbia rinunciato, preferendo stare con un'altra ragazza del gruppo, già dichiaratasi a lui al cimitero. Patrick McHale, autore della serie, racconta che il personaggio in questione è stato creato ispirandosi a sé stesso.
- Fred è un cavallo parlante, che conosce e diventa amico prima di Beatrice e poi di Wirt e Greg, tanto da aiutarli e accompagnarli per un breve tratto. Li lascia quando decide di farsi assumere da Endicoot come cavallo da tè ufficiale. Data la sua noncuranza nel rubare (cosa che cerca di fare nella magione di Endicott) è probabilmente il cavallo dell'uomo della strada.
- Adelaide è un'anziana signora ammalata che vive da sola in una casa nel cuore della foresta. Beatrice la presenta a Wirt e Greg come "la brava signora della foresta" che può aiutarli a tornare a casa, ma mente: ella è in realtà una malvagia strega, serva della Bestia. Adelaide aveva infatti stretto un patto proprio con Beatrice: se l'uccellino le avesse portato dei giovani per aiutarla a prendersi cura di sé stessa e della casa, in cambio Adelaide le avrebbe dato delle forbici magiche in grado di farla tornare umana. Le intenzioni reali della strega sono ancora più crudeli: ella vuole per sé dei veri e propri schiavi, riempiti di lana così da non essere coscienti e obbedire a ogni ordine. Beatrice si pentirà, libererà i fratelli e ucciderà Adelaide, aprendo la sua finestra e facendola sciogliere per il troppo vento. È sorella di zia Sospiro.

## Doppiatori
| Personaggio                       | Doppiatore originale                         | Doppiatore italiano  |
| --------------------------------- | -------------------------------------------- | -------------------- |
| Wirt                              | Elijah Wood                                  | Simone "Sio" Albrigi |
| Greg                              | Collin Dean                                  | Simone "Sio" Albrigi |
| Beatrice                          | Melanie Lynskey Natasha Leggero (ep. pilota) | Cristina d'Avena     |
| Jason Funderburker (rana di Greg) | Jack Jones (canto)                           |                      |
| Taglialegna                       | Christopher Lloyd                            | Pietro Ubaldi        |
| Bestia                            | Samuel Ramey                                 |                      |
| Narratore                         | Warren Burton                                | Michele Kalamera     |
| Adelaide                          | John Cleese                                  | Elda Olivieri        |
| Enoch                             | Chris Isaak                                  | Luca Ghignone        |
| Quincy Endicott                   | John Cleese                                  | Giorgio Melazzi      |
| Margueritte Grey                  | Bebe Neuwirth                                | Renata Bertolas      |
| Fred il cavallo                   | Fred Stoller                                 | Omar Maestroni       |
| Lorna                             | Shannyn Sossamon                             | Marcella Silvestri   |
| Sara                              | Emily Brundige                               |                      |
| Jason Funderberker                | Cole Sanchez                                 |                      |
| Miss Langtree                     | Janet Klein                                  |                      |
| Jimmy Brown                       | Thomas Lennon                                |                      |
| Mr. Langtree                      | Sam Marin                                    |                      |
| Il burattinaio                    | Frank Fairfield                              |                      |
| Zia Sospiro                       | Tim Curry                                    |                      |
| Vento del Nord                    | Mark Bodnar                                  |                      |
| Regina delle Nuvole               | Deborah Voigt                                |                      |
| Mamma di Beatrice                 | Shirley Jones                                |                      |

Il doppiaggio originale vanta svariati personaggi famosi del mondo dello spettacolo e della musica: primo fra tutti Elijah Wood, che doppia il protagonista Wirt; Christopher Lloyd è la voce del taglialegna; tra i personaggi minori, spiccano i nomi di Jack Jones, Tim Curry e Melanie Lynskey; quest'ultima ha sostituito Natasha Leggero, che nell'episodio pilota doppiava Beatrice.
Tra i doppiatori italiani vi sono invece il fumettista Simone "Sio" Albrigi nei panni dei protagonisti Wirt e Greg, e la cantante Cristina D'Avena nei panni dell'uccellino Beatrice.

## Produzione
Over the Garden Wall è stata la prima miniserie richiesta da Cartoon Network, nel 2014: la serie, la cui prima ideazione è stata nel 2004, ha avuto un processo di produzione frastagliato soprattutto per trovare il giusto tono e finale: alcuni abbandonati includono il ritorno dei due fratelli a casa per Natale, o Wirt che rimaneva nell'Ignoto per permettere al fratellastro di fuggire. La serie trae molto del suo immaginario da repertorio folcloristico e fiabe.

## Colonna sonora
La colonna sonora originale, principalmente basata su sfumature jazz e folcloristiche, ma spaziando anche per country e musica classica, è stata creata da The Blasting Company, ed è stata pubblicata, in edizione limitata, su un vinile da Mondo Records il 21 settembre 2016, con aggiunta delle tracce bonus, ed è stato reso disponibile in anteprima al San Diego Comic-Con, nonché caricata su Youtube al di sotto dell'etichetta WaterTown Music. Le canzoni doppiate per la versione italiana, tradotte e dirette da Giancarlo Martino, non hanno avuto alcuna distribuzione ufficiale. Sono riportate nella lista tra parentesi, accanto alla traccia corrispondente.
Come per la versione inglese, sono i doppiatori stessi dei personaggi a cantare le canzoni.

### Tracce[16]
1. Prelude
2. Into the Unkown, con Jack Jones (Nell'Ignoto, sigla iniziale della serie)
3. You Have Beautiful Eyes
4. Pottsfield C.M, con Leah Harmon, Justin Rubenstein, J. R. Kaufman e Brandon Armstrong
5. Patient Is The Night, con Chris Isaak
6. Adelaide Parade (La parata di Adelaide)
7. Money For School
8. Mrs Langtree's Lament, con Janet Klein
9. Potatoes and Molasses, con Colin Dean (Patate e Melassa)
10. Off to Bed
11. The Beast is Out There, con Audrey Wasilewski
12. The Highwayman, con Jerron Blind Boy Paxton (L'Uomo della strada)
13. A Courting Song, con Frank Fairfield
14. Endicott Manor
15. The Journey Begins
16. Half-Moon River
17. McLaughing Bros Jug Band
18. Over the Garden Wall, con Jack Jones
19. Send Me a Peach, con Justin Rubenstein
20. Adelaide's Trap
21. Like Ships, con Elijah Wood e Shannyn Sossamon (Come Barche)
22. More Bones to Sort
23. Old North Wind, con Mark Bodnar (Il Vecchio Vento del Nord)
24. Forward, Oneiroi, con Deborah Voigt (Scendiam)
25. The Fight Is Over, con Patrick McHale
26. Tiny Star, con Eddika Organista
27. Old Black Train, con Justin Rubenstein
28. The Old Mill
29. Come Wayward Souls, con Samuel Ramey) (canzone della Bestia)
30. Potatus et Molassus, con Audio Clayton (ripresa di Patate e Melassa)
31. One Is a Bird, con Shirley Jones
32. Black Train/End Credits (traccia che accompagna i titoli di coda)

Tracce bonus:
33) The Clouded Annals of History, con Leah Harmon ed Eddika Organista
34) Can't You See I'm Lonely, con C. W. Stoneking
35) Shine on Harvest Moon, con C.W. Stoneking
36) Everything is Nice and Fine, con Judah Nelson, Fiona Bishop e Jenna Ortega
37) Halloween Halftime
38) Two Old Cat
39) The Jolly Woodsman, con Samuel Ramey
40) Tome of the Unkown

## Accoglienza

### Critica
La serie è stata molto apprezzata da parte dalla critica: sul sito di aggregazione di recensioni Rotten Tomatoes, la miniserie risulta avere un 93% di recensioni professionali positive, con un punteggio medio dell'8,6/10. La serie viene descritta come un buon miscuglio di sensibilità moderne e atmosfere fiabesche, creando una visione piacevole per tutte le età. La serie è anche stata molto lodata per il suo miscuglio di comicità ed orrore, e l'equilibrio che riesce a creare fra i due toni, che ricordano le atmosfere autunnali, nonché per la sua colonna sonora.

### Premi
- 2015 - Premio Emmy
  - Miglior serie animata

## Opere derivate
Dalla serie sono stati tratti diversi fumetti e graphic novel, tutti pubblicati da Boom!Studios.

### Over the Garden Wall
Miniserie composta da quattro episodi che raccontano momenti non visti della serie principale. Unico fumetto scritto da Patrick McHale, i quattro episodi sono stati pubblicati sotto l'etichetta KaBoom! nel corso del 2015, e raccolti in un volume unico intitolato Over the Garden Wall - Tome of the Unkown il 20 settembre 2016. In Italia, Tome of the Unkown è stato portato da Panini Comics, col titolo Over the Garden Wall - Avventure nella foresta dei misteri, nella collana 9L. Novellini, con la traduzione di Andrea Toscani e l'introduzione di Sio.

### Over the Garden Wall Ongoing
In reazione al successo della miniserie precedente, Boom!Studios ha pubblicato dal 2016 al 2017, sotto l'etichetta KaBoom!, una serie autonoma, che è durata venti numeri. La serie, sempre ambientata nel mondo dell'Ignoto, segue le avventure dei due fratelli ed espande il mondo creato nella serie. I venti numeri sono stati raccolti in cinque volumi dedicati, comprendenti quattro episodi ciascuno, dal 22 marzo 2017 al 25 settembre 2018. In Italia, i primi due volumi sono stati portati da Panini Comics, col titolo Over the Garden Wall - Avventure nella foresta dei misteri - Volume Due e Volume Tre rispettivamente, nella collana 9L. Novellini, con la traduzione di Andrea Toscani. Gli altri tre volumi sono inediti.

### Over the Garden Wall: Hollow Town
La storia segue il trio dei protagonisti durante il loro viaggio nell'Ignoto, dove si ritrovano in una strana città abitata da inquietante gente fatta di porcellana. Pubblicato in cinque numeri  a partire da settembre 2018 e il 2019, è stato raccolto in un volume unico il 9 luglio 2019. La serie è inedita in Italia.

### Over the Garden Wall: Soulful Symphonies
Durante il loro viaggio nell'Ignoto, Wirt, Greg e Beatrice s'imbattono in un teatro abbandonato, dove la dirigente li invita a fare uno spettacolo. Pubblicato in cinque numeri a partire dal 7 agosto 2019, è stato raccolto in un volume unico il 25 agosto 2020. La serie è inedita in Italia.

### Graphic Novel
Sono state pubblicate tre differenti graphic novel in volumi unici. Sono tutte inedite in Italia.
- Over the Garden Wall Original Graphic Novel: Distillatoria. Pubblicata il 27 novembre 2018 sotto l'etichetta KaBoom!, segue le avventure di Wirt, Greg e Beatrice quando quest'ultima finisce innavertitamente nel mondo dei ragazzi. Cercheranno di riportarla nell'Ignoto, nascondendo il fatto che sappia parlare agli altri abitanti.
- Over The Garden Wall Original Graphic Novel: Circus Friends. Pubblicata l'8 ottobre 2019, si ritorna al primo viaggio dei due fratelli nell'Ignoto dove il trio dei protagonisti trova un circo, e il direttore vuole avere Beatrice fra le sue attrazioni[26].
- Over The Garden Wall Original Graphic Novel: The Benevolent Sisters of Charity.  Pubblicata nell'autunno del 2020, Wirt si separa da Beatrice e Greg durante il suo viaggio per l'ignoto per finire in un ospizio dove delle suore si prendono cura di lui[27].